# Бі Джей Пенн

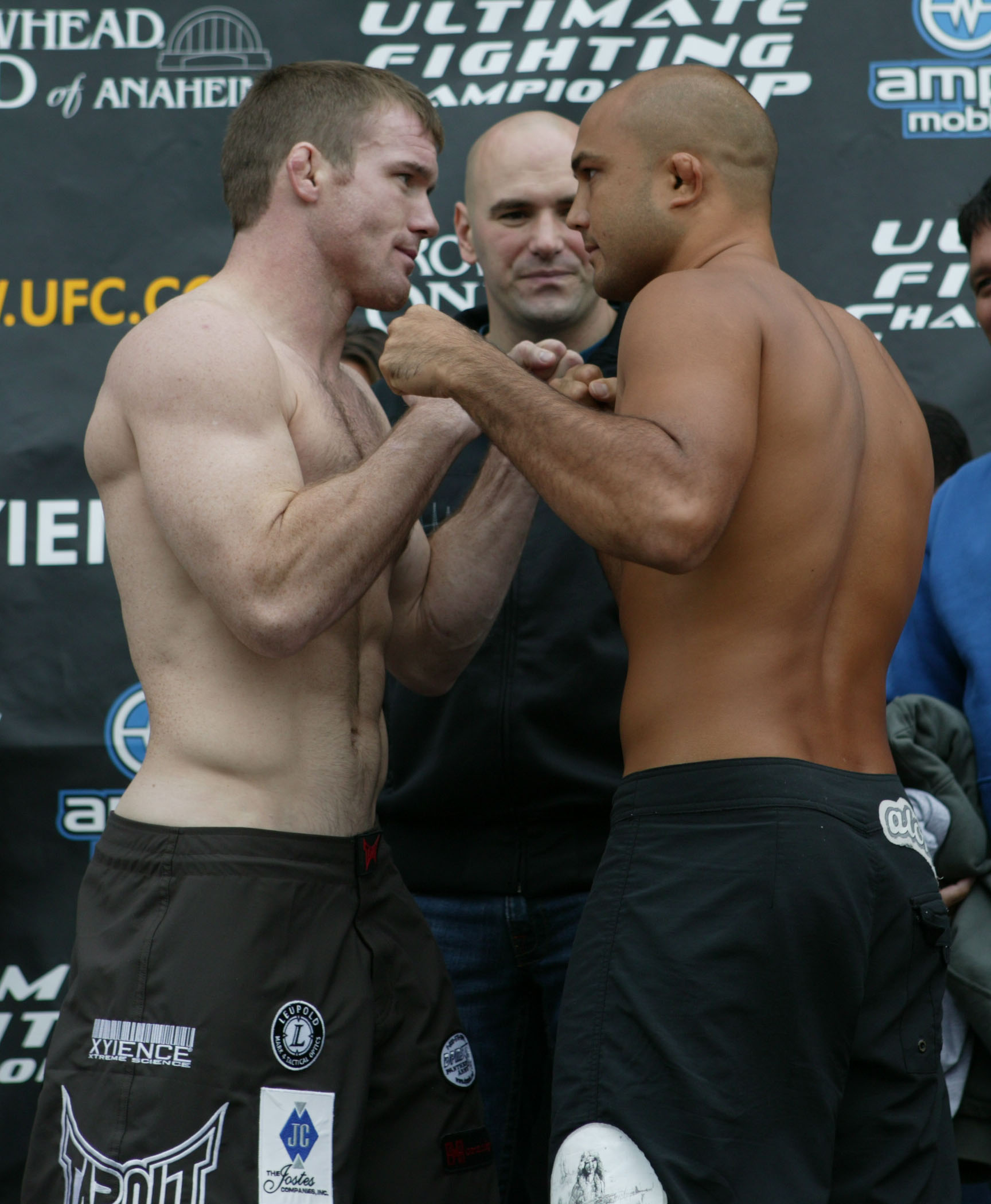
Метт Г'юз та Бі Джей Пенн. Зважування перед турніром «UFC 63».

Джей Ді Пенн (англ. Jay Dee Penn; народився 13 грудня 1978, Каілуле, Гаваї, США), більше відомий під своїм прізвиськом Бі Джей — американський спортсмен, борець бразильського дзюдзюцу, спеціаліст зі змішаних бойових мистецтв. Чемпіон світу з дзюдзюцу в напівлегкій ваговій категорії за версією IBJJF (2000 рік). Чемпіон світу зі змішаних бойових мистецтв у легкій (2008—2010 роки) і напівсередній (2004 рік) вагових категоріях за версією UFC. Переможець і призер міжнародних турнірів з дзюдзюцу та греплінгу.
Відзначився перемогами над чемпіонами світу в напівсередній вазі Меттом Г'юзом та Меттом Серрою, чемпіонами світу в легкій вазі Дженсом Палвером, Шоном Шерком та Таканорі Ґомі, а також боями у вільній ваговій категорії із представниками різних дивізіонів і шкіл, зокрема клану Ґрейсі. Загалом провів 12 титульних боїв. В UFC Пенн — другий після Ренді Кутюра боєць, якому вдалось заволодіти чемпіонськими поясами двох вагових категорій.
Бі Джей Пенн є знавцем бразильського дзюдзюцу (чорний пояс).
В межах UFC виступи Пенна відзначались такими преміями:
- «Бій вечора»
- «Нокаут вечора»
- «Підкорення вечора» (2 рази)

Бі Джей Пенн — найкращий легковаговик десятиріччя (2000—2010 роки) за версію спортивного часопису «Bleacher Report».

## Статистика в змішаних бойових мистецтвах
| Результат | Противник       | Вага     | Спосіб                              | Раунд | Час  | Дата              | Місце                                | Подія                                 | Примітки                                                                                      |
| --------- | --------------- | -------- | ----------------------------------- | ----- | ---- | ----------------- | ------------------------------------ | ------------------------------------- | --------------------------------------------------------------------------------------------- |
| Поразка   | Рорі МакДональд | 70-77 кг | Рішення суддів (одностайне)         | 3     | 5:00 | 8 грудня 2012     | Сієтл, Вашингтон, США                | «UFC on Fox 5»                        |                                                                                               |
| Поразка   | Нік Діас        | 70-77 кг | Рішення суддів (одностайне)         | 3     | 5:00 | 29 жовтня 2011    | Лас-Вегас, Невада, США               | «UFC 137»                             | Виграв премію «Бій вечора».                                                                   |
| Нічия     | Джон Фітч       | 70-77 кг | Рішення суддів (переважне)          | 3     | 5:00 | 27 лютого 2011    | Сідней, Австралія                    | «UFC 127»                             |                                                                                               |
| Перемога  | Метт Г'юз       | 70-77 кг | Нокаут (удари кулаками)             | 1     | 0:21 | 20 листопада 2010 | Оберн-Гіллс, Мічиган, США            | «UFC 123»                             | Виграв премію «Нокаут вечора».                                                                |
| Поразка   | Френк Едгар     | 66-70 кг | Рішення суддів (одностайне)         | 5     | 5:00 | 28 серпня 2010    | Бостон, Массачусетс, США             | «UFC 118»                             | Бій за титул чемпіона у легкій ваговій категорії.                                             |
| Поразка   | Френк Едгар     | 66-70 кг | Рішення суддів (одностайне)         | 5     | 5:00 | 10 квітня 2010    | Абу-Дабі, Об'єднані Арабські Емірати | «UFC 112»                             | Втратив титул чемпіона у легкій ваговій категорії.                                            |
| Перемога  | Дієґо Санчес    | 66-70 кг | Технічний нокаут (рішення лікаря)   | 5     | 2:37 | 12 грудня 2009    | Мемфіс, Теннессі, США                | «UFC 107»                             | Захистив титул чемпіона у легкій ваговій категорії.                                           |
| Перемога  | Кенні Флоріан   | 66-70 кг | Підкорення (удушення руками)        | 4     | 3:45 | 8 серпня 2009     | Філадельфія, Пенсільванія, США       | «UFC 101»                             | Захистив титул чемпіона у легкій ваговій категорії. Виграв премію «Підкорення вечора».        |
| Поразка   | Жорж Сен-П'єр   | 70-77 кг | Технічний нокаут (рішення кутового) | 4     | 5:00 | 31 січня 2009     | Лас-Вегас, Невада, США               | «UFC 94»                              | Бій за титул чемпіона у напівсередній ваговій категорії.                                      |
| Перемога  | Шон Шерк        | 66-70 кг | Технічний нокаут (удари кулаками)   | 3     | 5:00 | 24 травня 2008    | Лас-Вегас, Невада, США               | «UFC 84»                              | Захистив титул чемпіона у легкій ваговій категорії.                                           |
| Перемога  | Джо Стівенсон   | 66-70 кг | Підкорення (удушення руками)        | 2     | 4:02 | 19 січня 2008     | Ньюкасл, Англія, ВБ                  | «UFC 80»                              | Виграв титул чемпіона у легкій ваговій категорії. Виграв премію «Підкорення вечора».          |
| Перемога  | Дженс Палвер    | 66-70 кг | Підкорення (удушення руками)        | 2     | 3:12 | 23 червня 2007    | Лас-Вегас, Невада, США               | «The Ultimate Fighter 5 Finale»       |                                                                                               |
| Поразка   | Метт Г'юз       | 70-77 кг | Технічний нокаут (удари кулаками)   | 3     | 3:53 | 23 вересня 2006   | Анахайм, Каліфорнія, США             | «UFC 63»                              | Бій за титул чемпіона у напівсередній ваговій категорії. Пенн замінив травмованого Сен-П'єра. |
| Поразка   | Жорж Сен-П'єр   | 70-77 кг | Рішення суддів (роздільне)          | 3     | 5:00 | 4 березня 2006    | Лас-Вегас, Невада, США               | «UFC 58»                              |                                                                                               |
| Перемога  | Рензу Ґрейсі    | 77-84 кг | Рішення суддів (одностайне)         | 3     | 5:00 | 29 липня 2005     | Гонолулу, Гаваї, США                 | «K-1 World Grand Prix 2005 in Hawaii» |                                                                                               |
| Поразка   | Ліото Мачіда    | Вільна   | Рішення суддів (одностайне)         | 3     | 5:00 | 26 березня 2005   | Сайтама, Японія                      | «K-1 Hero's 1»                        | Вільна вага: Мачіда — 102 кг; Пенн — 86,5 кг.                                                 |
| Перемога  | Родрігу Ґрейсі  | 77-84 кг | Рішення суддів (одностайне)         | 3     | 5:00 | 20 листопада 2004 | Гонолулу, Гаваї, США                 | «Rumble on the Rock 6»                |                                                                                               |
| Перемога  | Дуейн Людвіг    | 66-70 кг | Підкорення (удушення руками)        | 1     | 1:45 | 22 травня 2004    | Сайтама, Японія                      | «K-1 MMA Romanex»                     |                                                                                               |
| Перемога  | Метт Г'юз       | 70-77 кг | Підкорення (удушення руками)        | 1     | 4:39 | 31 січня 2004     | Лас-Вегас, Невада, США               | «UFC 46»                              | Виграв титул чемпіона у напівсередній ваговій категорії.                                      |
| Перемога  | Таканорі Ґомі   | 66-70 кг | Підкорення (удушення руками)        | 3     | 2:35 | 10 жовтня 2003    | Гонолулу, Гаваї, США                 | «Rumble on the Rock 4»                |                                                                                               |
| Нічия     | Каол Уно        | 66-70 кг | Рішення суддів (роздільне)          | 5     | 5:00 | 28 лютого 2003    | Атлантик-Сіті, Нью-Джерсі, США       | «UFC 41»                              | Бій за титул чемпіона у легкій ваговій категорії.                                             |
| Перемога  | Метт Серра      | 66-70 кг | Рішення суддів (одностайне)         | 3     | 5:00 | 27 вересня 2002   | Анкасвіль, Коннектикут, США          | «UFC 39»                              |                                                                                               |
| Перемога  | Пол Крейтон     | 66-70 кг | Технічний нокаут (удари кулаками)   | 2     | 3:23 | 10 травня 2002    | Боссер, Луїзіана, США                | «UFC 37»                              |                                                                                               |
| Поразка   | Дженс Палвер    | 66-70 кг | Рішення суддів (переважне)          | 5     | 5:00 | 11 січня 2002     | Анкасвіль, Коннектикут, США          | «UFC 35»                              | Бій за титул чемпіона у легкій ваговій категорії.                                             |
| Перемога  | Каол Уно        | 66-70 кг | Нокаут (удари кулаками)             | 1     | 0:11 | 2 листопада 2001  | Лас-Вегас, Невада, США               | «UFC 34»                              |                                                                                               |
| Перемога  | Дін Томас       | 66-70 кг | Технічний нокаут (удари кулаками)   | 1     | 2:42 | 29 червня 2001    | Іст Резерфорд, Нью-Джерсі, США       | «UFC 32»                              |                                                                                               |
| Перемога  | Джоі Гілберт    | 66-70 кг | Технічний нокаут (удари кулаками)   | 1     | 4:57 | 4 травня 2001     | Атлантик-Сіті, Нью-Джерсі, США       | «UFC 31»                              |                                                                                               |